# Washing Machine
Pour les articles homonymes, voir The Washing Machine (homonymie).
Albums de Sonic Youth
Screaming Fields of Sonic Love
(1995) Made in USA
(1995)
Washing Machine est un album du groupe Sonic Youth sorti en 1995 sur DGC/Geffen.

## Historique
Le groupe voulait à l'époque changer de nom, car le terme Youth ne leur correspondait plus. Washing Machine était en fait le nouveau nom prévu, mais il s'agit finalement du nom de l'album. La version vinyle contient deux vinyles. Cet album contient un morceau sans nom (qui n'est d'ailleurs pas listé à l'arrière du disque), qui est en fait une version instrumentale modifiée de Becuz. Il y a quatre chanteuses sur le morceau Little Trouble Girl : Kim Gordon, Lorette Velvette, Melissa Dunn, et Kim Deal des Pixies.

## Liste des titres
1. Becuz - 4:43
2. Junkie's Promise - 4:02
3. Saucer-Like - 4:25
4. Washing Machine - 9:33
5. Unwind - 6:02
6. Little Trouble Girl - 4:29
7. No Queen Blues - 4:35
8. Panty Lies - 4:15
9. Becuz Coda (Morceau Caché) - 2:49
10. Skip Tracer - 3:48
11. The Diamond Sea - 19:35

## Composition du groupe
- Kim Gordon - Basse/chant
- Thurston Moore - Guitare/Chant
- Lee Ranaldo - Guitare/Chant
- Steve Shelley - Batterie

### Chant surLittle Trouble Girl
- Kim Deal
- Lorette Velvette
- Melissa Dunn